# الشرق (جريدة لبنانية)
جريدة الشرق هي جريدة يومية لبنانية تأسست عام 1926 تصدر باللغة العربية في بيروت، بلبنان. ناشرها هو دار الشرق التي تأسست أيضًا في لبنان عام 1926. وتقوم الشركة أيضًا بنشر مجلة نادين شهريًا.

## روابط خارجية
- الموقع الرسمي